# 高克 (中将)
高克（1924年—2005年1月21日），山东邹平人，中国人民解放军将领、中国人民解放军中将。
1988年，授予中国人民解放军中将，曾任沈阳军区纪委书记。因病于2005年1月21日在沈阳逝世，享年81岁。